# 59-й Венецианский кинофестиваль
59-й Международный венецианский кинофестиваль проходил в Венеции (Италия) с 28 августа по 7 сентября 2002 года.

## Жюри
Жюри:
- Гун Ли (президент, Китай)
- Жак Одиар (Франция)
- Евгений Евтушенко (Россия)
- Ульрих Фельсберг (Германия)
- Ласло Ковач (Венгрия)
- Франческа Нери (Италия)
- Йешим Устаоглу (Турция).

## Фильмы в конкурсе
- Медвежий поцелуй, режиссёр Сергей Бодров;
- Наци, режиссёр Уинфрид Боненгель;
- Mei li shi guang (Лучшее время), режиссёр Чжан Цзоцзи;
- Преследователь, режиссёр Рольф Де Хер
- Почти спокойный мир, режиссёр Мишель Девиль;
- Nudi, режиссёр Дорис Дэй;
- Грязные прелести, режиссёр Стивен Фрирз;
- Правда и ложь, режиссёр Пьерджорджо Гай;
- Мой голос, режиссёр Флора Гомес;
- Вдали от рая, режиссёр Тодд Хейнс;
- Лекарь, режиссёр Агнешка Холланд;
- Куклы, режиссёр Такэси Китано;
- Дом дураков, режиссёр Андрей Кончаловский;
- Человек с поезда, режиссёр Патрис Леконт;
- Оазис, режиссёр Ли Чхан Дон;
- Рядом с Раем, режиссёр Тони Маршаль;
- Проклятый путь, режиссёр Сэм Мендес;
- Сёстры Магдалины, режиссёр Питер Маллан;
- Путешествие под названием любовь, режиссёр Микеле Плачидо;
- Фрида, режиссёр Джули Теймор;
- Максимальная скорость, режиссёр Даниэль Викари;

## Премии

### Премия Сан-Марко
- Весна в маленьком городе

### Специальная премия Сан-Марко
- Июньский змей фильм Синъя Цукамото

### Премия Сан-Марко — особое упоминание
- Порочный девственник фильм Артуро Рипстейн
- Общественный туалет фильм Фрут Чхань Гво (Чэнь Го)

### Приз зрительских симпатий
- Человек с поезда, режиссёр Патрис Леконт

## Приз Луиджи де Лаурентиса
- Любимец женщин фильм Дилан Кидд
- Два друга фильм Спиро Скимоне

## Главные призы
- Золотой лев за лучший фильм: Сёстры Магдалины фильм Питер Маллан
- Серебряный лев - Специальный приз жюри: Дом дураков фильм Андрей Кончаловский
- Серебряный лев - специальный приз за лучшую режиссуру: Ли Чхан Дон — Оазис
- Кубок Вольпи за лучшую мужскую роль: Стефано Аккорси — Путешествие под названием любовь
- Кубок Вольпи за лучшую женскую роль: Джулианна Мур — Вдали от рая
- Приз Марчелло Мастрояни: Мун Сори — Оазис
- Золотой лев за вклад в мировой кинематограф: Дино Риси